# Michail Baranov
Michail Dmitrievič Baranov (in russo Михаил Дмитриевич Баранов?; Gornye, 21 ottobre 1921 – Kotel'nikovo, 17 gennaio 1943) è stato un militare e aviatore sovietico, asso dell'aviazione durante la seconda guerra mondiale con 21 vittorie al suo attivo (secondo altre fonti 24), 28 ottenute in collaborazione e 6 aerei distrutti a terra. Con decreto del Presidium del Soviet supremo dell'URSS del 12 agosto 1942 fu insignito delle onorificenze di Eroe dell'Unione Sovietica e dell'Ordine di Lenin, e risulta anche decorato due volte con l'Ordine della Bandiera rossa.

## Biografia

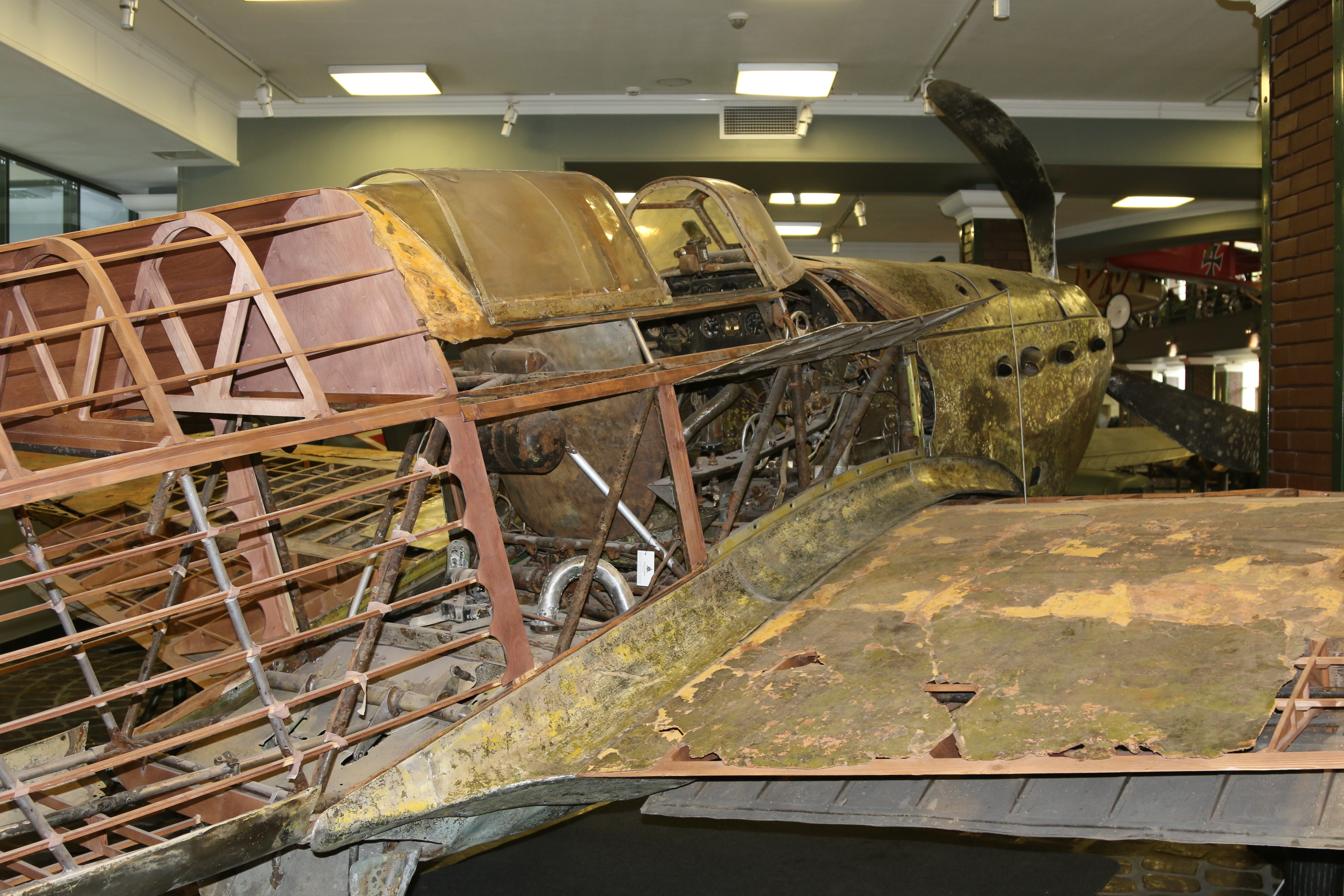
Relitto di un caccia Yakovlev Yak-1 conservato presso il Technical Museum of Vadim Zadorogny.

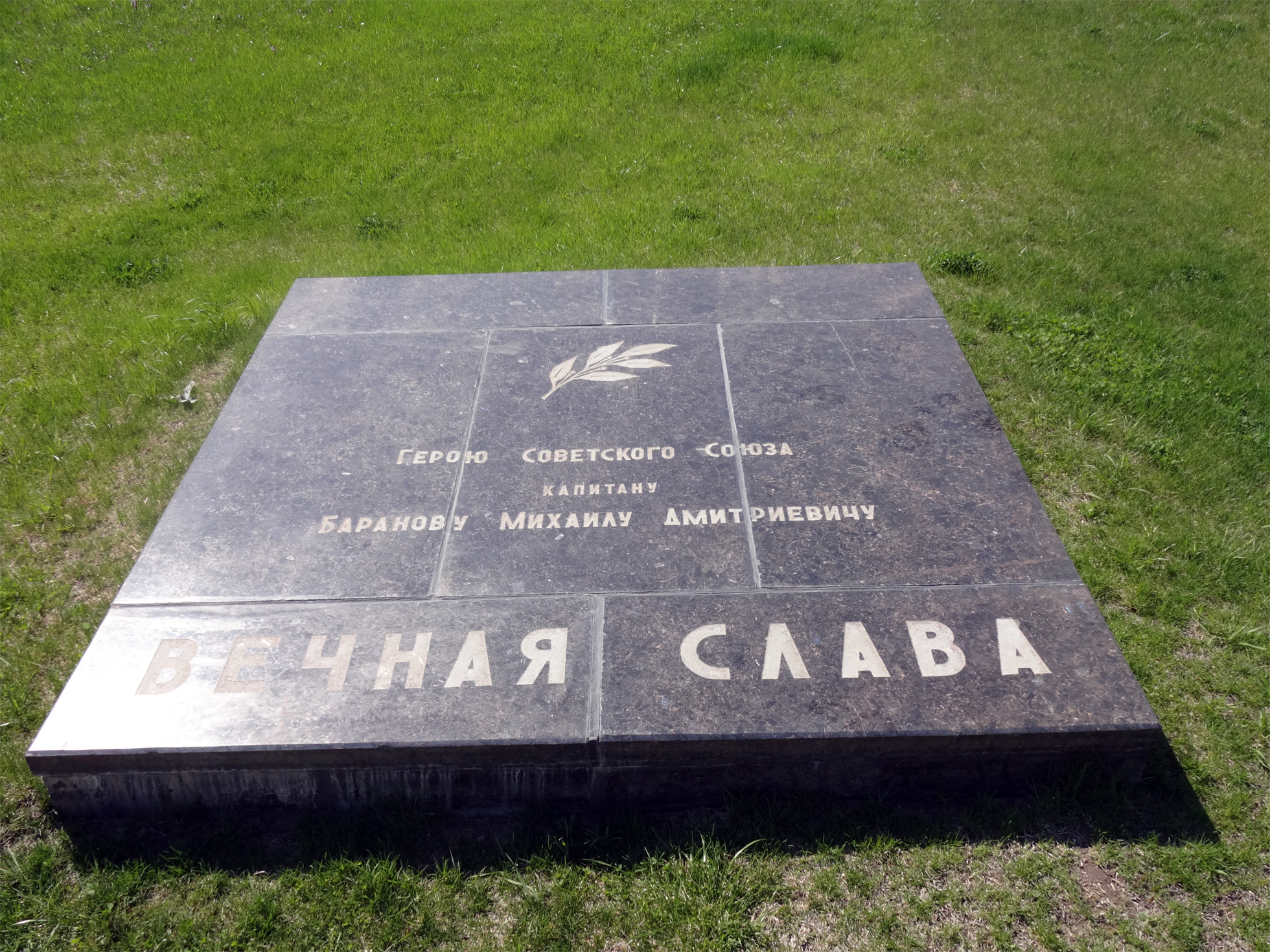
Tomba di Mikhaïl Baranov nella collina di Mamaev Kurgan.

Nacque a Gornye, nell'Oblast' di Leningrado, il 21 ottobre 1921. Dopo aver terminato il nono anno di scuola nel 1937, andò a lavorare come tornitore nella fabbrica Kirov di Leningrado, entrando contemporaneamente nel DOSAAF per l'aviazione, in forza all'aeroclub centrale di Leningrado.
Nell'ottobre 1938 ottenne il brevetto di pilota, distinguendosi talmente che fu incoraggiato dalle autorità dell'aeroclub a intraprendere la carriera di aviatore militare. Arruolato nell'Armata Rossa nel 1939, frequento quindi la Scuola militare di Chugevkaya, dove ottenne il brevetto di pilota militare, uscendone nell'ottobre del 1940 con il grado di Mladshiy Leytenant. Inizialmente venne assegnato in servizio al 271º Reggimento caccia (nel distretto militare del Baltico), e poi, nel maggio 1941 fu successivamente trasferito al 183º Reggimento caccia (IAP) nell'Ucraina meridionale.

### Nella seconda guerra mondiale
Dopo l'entrata in guerra dell'Unione Sovietica con l'inizio dell'Operazione Barbarossa (22 giugno 1941), reclamò le sue prime due vittorie, volando a bordo di un caccia Yakovlev Yak-1 il 22 e 28 settembre a spese di altrettanti caccia Messerschmitt Bf 109 della Luftwaffe, ma in Germania non risultano perdite effettive tra i velivoli militari che corrispondano a tali affermazioni.
Il 30 ottobre 1941 intercettò un aereo da ricognizione Henschel Hs 126 che eseguiva una missione di osservazione del tiro dell'artiglieria, scortato da 4 caccia Bf 109. Durante il combattimento abbatte sia l'Hs 126 che un Bf 109 di scorta, e più tardi in quello stesso giorno, abbatté un bombardiere Junkers Ju 88 il cui equipaggio fu catturato. I registri della Luftwaffe confermano il danneggiamento al 40% dello Hs 126 B-1 W.Nr. 3457 di 3. (H) /32 e la perdita del Bf 109F-4 W.Nr. 5288 ai comandi dell'Oberleutant Walter Höckner (Staffelkapitän della 6. /JG 77), asso con 68 vittorie al suo attivo, e dello Ju 88A-5 W.Nr. 4037 del 1./KG 77. Il 5 e il 6 novembre venne decorato per due volte con l'Ordine della Bandiera rossa.
L'8 novembre 1941 conseguì una nuova doppietta abbattendo uno Henschel Hs 126 e uno dei Bf 109 di scorta. Poco dopo il suo aereo fu abbattuto da cinque Bf 109 e precipitò dietro le linee nemiche. Nonostante una gamba rotta, riuscì a sfuggire alle truppe tedesche e a raggiungere le linee sovietiche. Ristabilitosi dalle ferite, rientrò in servizio abbattendo uno Ju 88 il 24 dicembre 1941 e uno Hs 126 il 17 febbraio 1942.

### La battaglia di Stalingrado
Il 183º Reggimento caccia della 269ª Divisione aerea, faceva parte dell'8ª Armata aerea. A metà luglio 1942 l'8ª Armata aerea affrontò il peso dell'assalto della Luftflotte 4 che supportava l'azione della 6ª Armata tedesca verso Stalingrado attraverso l'ansa del Don.
Tra gli avversari quotidiani del 183º Reggimento caccia vi erano unità da combattimento d'élite come JG 3, II./JG 52 e I. /JG 53 e gli Junkers Ju 87 Stuka della Stuka Geschwader 2. Il 22 luglio 1942 conseguì la sua prima vittoria nel corso della battaglia di Stalingrado a spese di Bf 109, cui ne seguì un secondo il 24 luglio. Il giorno successivo il comandante della Luftflotte 4, Wolfram von Richthofen, inviò gli Ju 87 Stukas del I. e II./StG 2, scortati dai caccia italiani M.C.200 Saetta, per distruggere le roccaforti sovietiche lungo il fiume Chir, e il 183º Reggimento caccia si levo in volo per intercettare gli attaccanti. Nel conseguente combattimento egli abbatté uno Stuka (probabilmente lo Ju 87D-3 dello Staffelkapitän del 4./StG 2) e il C.200 Saetta del sottotenente Gino Lionello (21º Gruppo caccia). Entrambi gli aviatori nemici rimasero feriti.
Due giorni dopo, il 27 luglio, conseguì una tripletta abbattendo due caccia Messerschmitt e uno Ju 87 Stuka, seguito da un terzo Ju 87 il 4 agosto e da due Bf 109 il 5 agosto. A quell'epoca aveva ufficialmente totalizzato 21 vittorie.

### La battaglia aerea del 6 agosto 1942
All'alba del 6 agosto 1942 tre caccia Yak-1 dello 183. IAP decollarono per scortare i cacciabombardieri Ilyushin Il-2 Šturmovik del 504º Reggimento da attacco al suolo, bombardando obiettivi vicino ad Abganerovo. A bordo degli Yal-1 si trovavano lui, e i suoi due gregari. Quando si trovarono in prossimità dell'obiettivo, incontrarono due dozzine di Stuka scortati da quattro Messerschmitt. Egli effettuò un attacco frontale, abbattendo uno dei Bf 109, e mentre i suoi gregari ingaggiavano combattimento con i rimanenti caccia tedeschi, inseguì gli Ju 87 e ne abbatté uno (il cui equipaggio fu catturato), e costrinse gli altri a sganciare prematuramente i loro ordigni. Insieme ai suoi gregari ritornò con gli Il-2 in tempo utile per ingaggiare combattimento con un altro gruppo di Bf 109 abbattendone due, ma rimasto senza munizioni si lanciò contro un terzo Bf 109 speronandolo. Si salvò lanciandosi con il paracadute, ma in fase di atterraggio rimase ferito ad una gamba e alla colonna vertebrale.
Due delle sue vittorie di quel giorno possono essere confermate sicuramente: il Ju 87 del 4./StG 2, il cui pilota fu fatto prigioniero, e un Bf 109 del 3. /JG 53. Le altre perdite tedesche corrispondono alle sue rivendicazioni, ma la Luftwaffe riportò le perdite come accidentali o dovute al fuoco antiaereo.
A quell'epoca era considerato non solo un asso di spicco, ma anche un comandante capace. Tra il 1º luglio e l'8 agosto 1942 i piloti del 183º IAP totalizzarono 35 vittorie, mentre i restanti quattro reggimenti della 269ª Divisione aerea (6, 148, 254 e 864. IAP) ne realizzarono complessivamente 32. Il 183. IAP perse comunque 12 Yak-1, e l'intera 269º Divisione perse un totale di 47 tra Yak e LaGG.
Il 12 agosto fu insignito del titolo di Eroe dell'Unione Sovietica con stella d'oro n.578 e dell'Ordine di Lenin, divenendo un eroe nazionale. Effettuò diversi tour di propaganda negli aeroporti di prima linea, e visitò scuole e fabbriche per aumentare il morale della popolazione.

### La morte
Alla fine del 1942 si era ripreso dalle ferite tanto gli fu permesso di tornare al suo reparto, anche se non poteva ne volare ne andare il combattimento. Fu scelto personalmente dal comandante di reggimento Lev Šestakov per divenire membro del 9. IAGP, dove arrivò il 15 gennaio 1943. Il 17 dello stesso mese, mentre stava collaudando con un nuovo Yak-1 recentemente arrivato dalla fabbrica, ebbe un problema tecnico e dovette eseguire un atterraggio di emergenza. Chiese il permesso di pilotare un altro Yak-1 e mentre eseguiva figure acrobatiche a 3.000 metri, il suo aereo scivolò d'ala e precipitò a terra uccidendolo. La causa di ciò rimase sconosciuta. La salma fu poi tumulata nel cimitero della città di Kotel'nikovo, nella regione di Volgograd, e infine traslata nella collina di Mamaev Kurgan.

### Fonti
1. ↑  Bergstrom, Dikov, Antipov 2006, p. 225.
2. 1 2 3 4 5 6 7 8 9  Bykov 2008, p. 102.
3. 1 2 3 4 5 6 7 8 9 10  Zilmainovich.
4. 1 2 3 4 5 6 7 8 9 10  Warheroes.
5. ↑  (RU) Потери Люфтваффе на Восточном фронте, su Уголок неба (Angolo di Cielo). URL consultato il 21 giugno 2020.
6. ↑  LW Loss Report (microfilm roll #4); Prien, JG 77, II, p.842.
7. ↑  Fast, JG 52, IV p. 70.
8. ↑  Bergstrom, Dikov, Antipov 2006, p. 58.
9. 1 2  Bergstrom, Dikov, Antipov 2006, pp. 61-62.
10. ↑  Bergstrom, Dikov, Antipov 2006, p. 62.
11. ↑  Указ Президиума Верховного Совета СССР «О присвоении звания Героя Советского Союза начальствующему составу авиации Красной Армии» от 12 августа 1942 года // Ведомости Верховного Совета Союза Советских Социалистических Республик : газета. — 1942. — 14 августа (№ 32 (191)). — С. 1.